# Braunfelsia longipes
Braunfelsia longipes är en bladmossart som beskrevs av Hugh Neville Dixon 1924. Braunfelsia longipes ingår i släktet Braunfelsia och familjen Dicranaceae. Inga underarter finns listade i Catalogue of Life.